# Clickbait

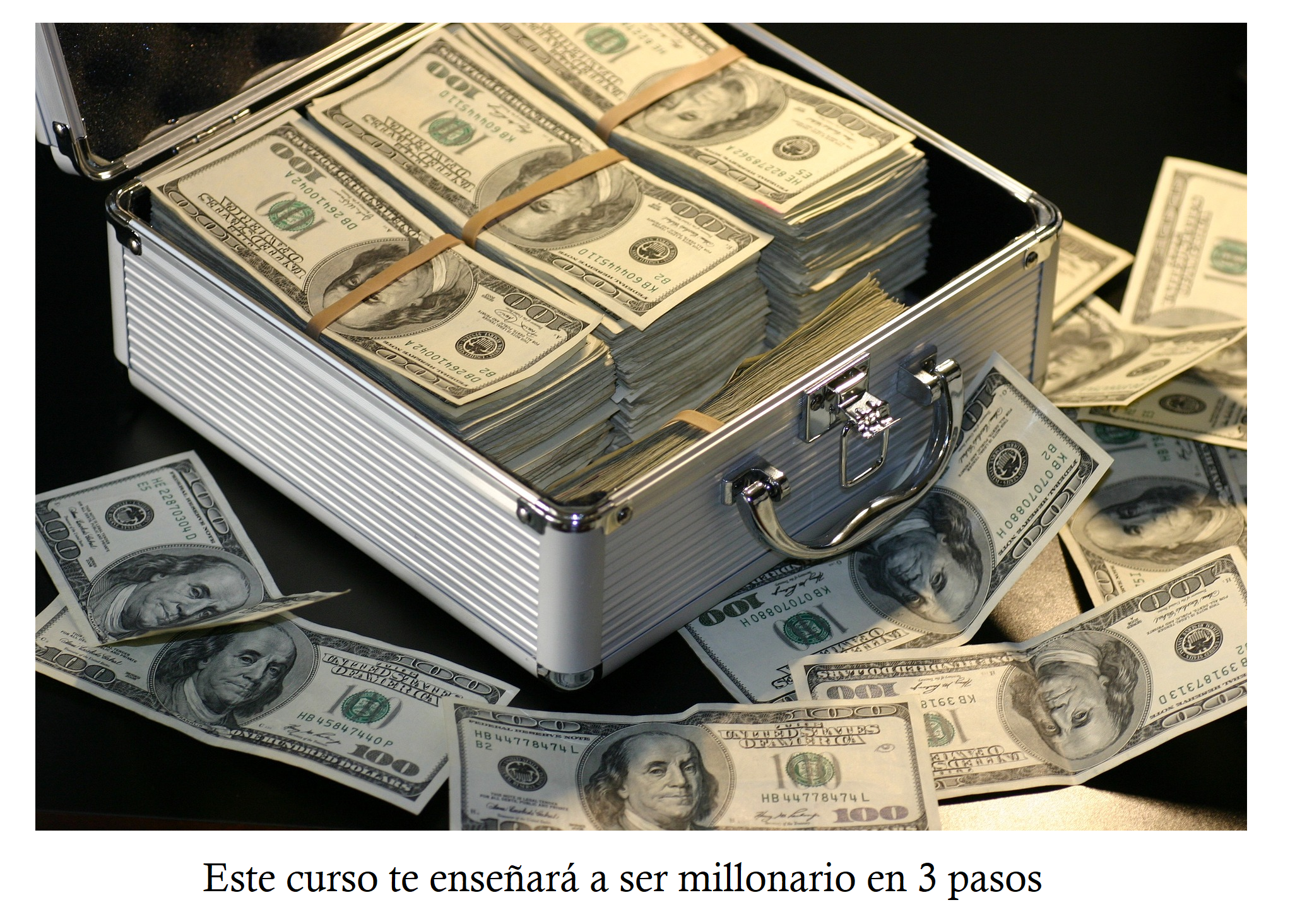
Ejemplo de publicidad ficticia en la que se busca atraer a los usuarios a tomar un supuesto curso para millonarios.

El clickbait (pronunciación en inglés: /ˈklik-ˌbeit/), que ha sido traducido al español como ciberanzuelo, cibercebo, cebo de clics o anzuelo de clics, es un neologismo en inglés usado de forma peyorativa para describir a los contenidos en internet que apuntan a generar ingresos publicitarios usando titulares y miniaturas de maneras sensacionalistas y engañosas para atraer la mayor proporción de clics posibles.
Los titulares clickbait típicamente apuntan a explotar la «brecha de curiosidad», proporcionando la información suficiente para provocar curiosidad al lector, pero no para satisfacer su curiosidad sin hacer clic en el contenido enlazado.

## Historia
El término clickbait fue acuñado en 1999, pero no se hizo popular hasta mediados de la década de 2010, cuando su ubicuidad en la web comenzó a generar reacciones en contra de su uso. El periódico satírico The Onion lanzó en 2014 un sitio web llamado «ClickHole», que parodiaba a los sitios web que utilizan el clickbait como BuzzFeed y Badabun.
En agosto de 2014, Facebook anunció que tomaría medidas técnicas para reducir el impacto del clickbait en su red social, utilizando, entre otros parámetros, el tiempo empleado por el usuario visitando la página enlazada como manera de distinguir el clickbait de otros contenidos.

## Términos derivados y conceptos afines
A partir de la popularidad del término se han importado otros extranjerismos análogos, como likebait ('anzuelo de «me gusta»' –likes– en Facebook), link bait ('anzuelo de enlaces') o sharebait ('anzuelo para compartir –share– el contenido').
Sin embargo, cabe distinguir estas de otras técnicas mediante se consigue que el usuario llegue a un destino distinto del que anticipa el enlace. De hecho, los titulares de hipertexto incurren a menudo en prácticas fraudulentas ya que prometen al usuario incentivos que luego no se ven cumplidos al acceder al contenido real.  En este sentido, el ciberanzuelo muestra algunas similitudes con otras tácticas de mercadotecnia directamente engañosas que ya se practicaban antes de la popularización de Internet, como el enganche y engaño, consistente en atraer al cliente potencial con «ofertas» engañosas para luego ofrecerle otros productos.
Una forma extrema de tergiversación de enlaces es el fraude de clics. Con esta práctica, el administrador del sitio o el editor web no solo engaña al usuario al llevarle a un destino distinto del que le ha ofrecido, sino que además inserta código malicioso en su máquina, lo que se conoce como inyección de código.